# Deerfield (Kansas)
Deerfield es una ciudad ubicada en el de condado de Kearny en el estado estadounidense de Kansas. En el año 2010 tenía una población de 700 habitantes y una densidad poblacional de 583,33 personas por km².

## Geografía
Deerfield se encuentra ubicada en las coordenadas 37°58′55″N 101°8′5″O / 37.98194, -101.13472 (37.982081, -101.134848).

## Demografía
Según la Oficina del Censo en 2000 los ingresos medios por hogar en la localidad eran de $31,944 y los ingresos medios por familia eran $36,111. Los hombres tenían unos ingresos medios de $23,182 frente a los $18,667 para las mujeres. La renta per cápita para la localidad era de $12,802. Alrededor del 14.5% de la población estaban por debajo del umbral de pobreza.